# Nebeur (délégation)
Nebeur est une délégation tunisienne dépendant du gouvernorat du Kef.
En 2004, elle compte 28 328 habitants dont 13 792 hommes et 14 536 femmes répartis dans 6 255 ménages et 6 766 logements.